# Деса
Деса Вукановић је био велики жупан, односно владар Србије у периоду од око 1162. до око 1165. године. Претходно је око 1153. или 1155. године покушао да свргне са власти брата, тадашњег великог жупана Урош II, али у томе није успео, тако да је на великожупански престол дошао тек око 1162. године, након абдикације другог брата, великог жупана Белоша. Десина владавина пада у време супарништва између Византије и Угарске око превласти над српским земљама. У тим превирањима, одступио је од покорности византијском цару Манојлу I Комнину, определивши се за савез са угарским краљем, што је у крајњем исходу довело до Десиног пада са власти око 1165. године.
Десина политичка делатност позната је првенствено из византијских извора, односно из дела Јована Кинама, Никите Хонијата, Теодора Продрома и Михаила Солунског, а такође се помиње и у позном Летопису попа Дукљанина. Извесно време управљао је Дукљом и Захумљем, што би проистицало из владарских титула које му се приписују у повељама из наводне 1151. године, а чији се садржај односи на регулисање бенедиктинских права на острвима Мљету и Локруму. Иако је утврђено да је реч о каснијим фалсификатима, изгледа да су фалсификатори знали да је Деса управљао у приморским областима, тако да се та околност сматра извесном.

## Биографија
Деса је био један од синова српског великог жупана Уроша I, који је умро око 1145. године. За време владавине свога брата, великог жупана Уроша II, Деса је око 1153. или 1155. године покушао да дође на власт, али у томе није успео, пошто је цар Манојло у спору између браће пресудио у корист Уроша.
Тек око 1162. године, када је Десин други брат Белош одступио са власти, Деса је постао нови велики жупан, уз сагласност византијског цара Манојла. Иако је био царев вазал, Деса је у тешким условима превласти византијске силе на Балканском полуострву покушао да настави политику својих претходника, настојећи да успостави и везе са потенцијалним савезницима у Европи.
Прве дипломатске мисије је начинио брачном понудом. Своју најстарију кћер је удао за кнеза Леонарда Осорског, сина венецијанског дужда Витала II Микијелија. Десини посланици се налазе у далекој Немачкој, где такође покушавају да успоставе савез путем удаје друге Десине ћерке за немачког маркгрофа, што је изазвало бес византијског цара Манојла Комнина.
Поред ових дипломатских мисија, Деса постиже изузетне успехе у односу на Дукљу. У Летопису попа Дукљанина се наводи да се да су се стари непријатељи подигли против кнеза Радослава и његове браће Јована и Владимира, штићеника цара Манојла. Они позивају великог жупана Десу и предају му Зету и Требиње (Травунију) на власт.
Непријатељство између цара Манојла и жупана Десе кулминира након Десиног заузећа области Дендра, коју је по споразуму требало да преда Византији, али је одбио. Цар Манојло га због неверства, чим је завршио борбу са Мађарима (Угрима), са јаком војском напао и заробио код Ниша 1165. То се десило онда када су на Десу посумњали Византинци да сарађује са Западом, а нарочито са Угарском. У таквој ситуацији Деса је позвао угарске посланике да дођу на састанак са царем да би исказали лојалност Деси само према Византији, а не и према Угарској. У целој расправи, један од угарских посланика је ословио Десу са „наш господар“, што је навело Византинце да посумњају у Десину лојалност. Војници су заробили Десу и послали га у Цариград где је био једно време заточен. Тако је Деса изгубио положај великог жупана, а цар Манојло је за новог жупана поставио жупана из споредне породичне гране-Тихомира, Немањиног старијег брата.
Последњи боравак Десе је био у околини Требиња. Према Мавру Орбинију, он је умро највероватније почетком 1166. године. Сахрањен је у цркви св. Петра у Требињском пољу (седам километара југоисточно), чији се остаци и данас могу видети.
Након археолошког ископавања, пронађен је један ктиторски гроб, који је највероватније био Десин гроб.
Неки сматрају да је Деса био отац Стефана Немање, али други то оспоравају, наводећи Завиду.
По хрватском аутору из 1842. године, он се звао „Деша“, био је 51. по реду владар српски, и син Уроша. Постао је 1152. године велики жупан Србије, са сагласношћу византијског цара Манојла, да му буде вазал. Наводи се: „био је веома пригнут католичанском закону“ и дао је сазидати манастир посвећен Богородици, на острву „Млиту“ (Мљету). Његови синови су били Немања, Мирослав и Константин. Умро је око 1163. године и сахрањен у „Трибињу“ (Требињу) у цркви Св. Петра.. Ипак, ми данас знамо да је Немања Завидин син на основу натписа у цркви у Бијелом пољу.

## Породично стабло
|  |                             |  |  |  |  |  |  |  |  |  |  |  |  |  |  |  |
|  | (?) Петрислав Војислављевић |  |  |  |  |  |  |  |  |  |  |  |  |  |  |  |
|  |                             |  |  |  |  |  |  |  |  |  |  |  |  |  |  |  |
|  |                             |  |  |  |  |  |  |  |  |  |  |  |  |  |  |  |
|  | (?) Марко                   |  |  |  |  |  |  |  |  |  |  |  |  |  |  |  |
|  |                             |  |  |  |  |  |  |  |  |  |  |  |  |  |  |  |
|  |                             |  |  |  |  |  |  |  |  |  |  |  |  |  |  |  |
|  | Урош I Вукановић            |  |  |  |  |  |  |  |  |  |  |  |  |  |  |  |
|  |                             |  |  |  |  |  |  |  |  |  |  |  |  |  |  |  |
|  |                             |  |  |  |  |  |  |  |  |  |  |  |  |  |  |  |
|  | Деса Вукановић              |  |  |  |  |  |  |  |  |  |  |  |  |  |  |  |
|  |                             |  |  |  |  |  |  |  |  |  |  |  |  |  |  |  |
|  |                             |  |  |  |  |  |  |  |  |  |  |  |  |  |  |  |
|  | Роман IV Диоген             |  |  |  |  |  |  |  |  |  |  |  |  |  |  |  |
|  |                             |  |  |  |  |  |  |  |  |  |  |  |  |  |  |  |
|  |                             |  |  |  |  |  |  |  |  |  |  |  |  |  |  |  |
|  | (?) Константин Диоген       |  |  |  |  |  |  |  |  |  |  |  |  |  |  |  |
|  |                             |  |  |  |  |  |  |  |  |  |  |  |  |  |  |  |
|  |                             |  |  |  |  |  |  |  |  |  |  |  |  |  |  |  |
|  | Ана Комитопул               |  |  |  |  |  |  |  |  |  |  |  |  |  |  |  |
|  |                             |  |  |  |  |  |  |  |  |  |  |  |  |  |  |  |
|  |                             |  |  |  |  |  |  |  |  |  |  |  |  |  |  |  |
|  | Ана                         |  |  |  |  |  |  |  |  |  |  |  |  |  |  |  |
|  |                             |  |  |  |  |  |  |  |  |  |  |  |  |  |  |  |
|  |                             |  |  |  |  |  |  |  |  |  |  |  |  |  |  |  |
|  | Јован Комнин                |  |  |  |  |  |  |  |  |  |  |  |  |  |  |  |
|  |                             |  |  |  |  |  |  |  |  |  |  |  |  |  |  |  |
|  |                             |  |  |  |  |  |  |  |  |  |  |  |  |  |  |  |
|  | (?) Теодора Комнина         |  |  |  |  |  |  |  |  |  |  |  |  |  |  |  |
|  |                             |  |  |  |  |  |  |  |  |  |  |  |  |  |  |  |
|  |                             |  |  |  |  |  |  |  |  |  |  |  |  |  |  |  |
|  | Ана Даласина                |  |  |  |  |  |  |  |  |  |  |  |  |  |  |  |
|  |                             |  |  |  |  |  |  |  |  |  |  |  |  |  |  |  |
|  |                             |  |  |  |  |  |  |  |  |  |  |  |  |  |  |  |

## Извори и литература
Извори
- Живковић, Тибор (2009). Gesta Regum Sclavorum. 2. Београд-Никшић: Историјски институт, Манастир Острог.
- Кунчер, Драгана (2009). Gesta Regum Sclavorum. 1. Београд-Никшић: Историјски институт, Манастир Острог.
- Mošin, Vladimir, ур. (1950). Ljetopis popa Dukljanina. Zagreb: Matica hrvatska.
- Мијушковић, Славко, ур. (1988) [1967]. Љетопис попа Дукљанина (2. изд.). Београд: Просвета & Српска књижевна задруга.
- Шишић, Фердо, ур. (1928). Летопис Попа Дукљанина. Београд-Загреб: Српска краљевска академија.
- Калић, Јованка; Радошевић-Максимовић, Нинослава (1971а). „Јован Кинам”. Византијски извори за историју народа Југославије. 4. Београд: Византолошки институт. стр. 1—105.
- Калић, Јованка; Радошевић-Максимовић, Нинослава (1971б). „Никита Хонијат”. Византијски извори за историју народа Југославије. 4. Београд: Византолошки институт. стр. 107—171.
- Ферјанчић, Божидар (1971а). „Теодор Продром”. Византијски извори за историју народа Југославије. 4. Београд: Византолошки институт. стр. 173—183.
- Ферјанчић, Божидар (1971б). „Михаило Солунски”. Византијски извори за историју народа Југославије. 4. Београд: Византолошки институт. стр. 185—193.

Литература
- Благојевић, Милош; Медаковић, Дејан (2000). Историја српске државности. 1. Нови Сад: Огранак САНУ.
- Динић, Михаило (1962). „Повеље кнеза Десе о Мљету”. Прилози за књижевност, језик, историју и фолклор. 28 (1-2): 5—16.
- Живковић, Тибор (2006). „Дукља између Рашке и Византије у првој половини XII века”. Зборник радова Византолошког института. 43: 451—466.
- Живковић, Тибор (2006). Портрети српских владара (IX-XII век). Београд: Завод за уџбенике и наставна средства.
- Калић, Јованка (1970). „Рашки велики жупан Урош II”. Зборник радова Византолошког института. 12: 21—39.
- Калић, Јованка (1981). „Српски велики жупани у борби с Византијом”. Историја српског народа. 1. Београд: Српска књижевна задруга. стр. 197—211.
- Калић, Јованка (1986). „Кнегиња Марија”. Зограф: Часопис за средњовековну уметност. 17: 21—35.
- Калић, Јованка (1997). „Жупан Белош”. Зборник радова Византолошког института. 36: 63—81.
- Калић, Јованка (1998). „Европа и Срби у XII веку”. Глас САНУ. 384 (10): 95—108.
- Kampuš, Ivan (1962). „Novi prilozi o lokrumskim falsifikatima i Desinoj darovnici pulsanskim benediktincima” (PDF). Historijski zbornik. 15: 317—324. Архивирано из оригинала (PDF) 14. 07. 2015. г. Приступљено 26. 08. 2022.
- Klaić, Nada (1967). „Mljetski falsifikati”. Arhivski vjesnik. 10: 185—234.
- Ћирковић, Сима (1995). Срби у средњем веку. Београд: Идеа.
- Ћирковић, Сима (2000). „Преци Немањини и њихова постојбина”. Стефан Немања - Свети Симеон Мироточиви: Историја и предање. Београд: САНУ. стр. 21—29.
- Ћирковић, Сима (2004). Срби међу европским народима. Београд: Equilibrium.
- Foretić, Vinko (1952). „Dvije isprave zahumskog kneza Dese o Mljetu iz 1151. godine”. Anali Historijskog instituta Jugoslavenske akademije znanosti i umjetnosti u Dubrovniku. 1: 63—72.